# Tỉnh (Thái Lan)
Tỉnh của Thái Lan là đơn vị hành chính của chính phủ Thái Lan. Nước này được chia thành 76 tỉnh (tiếng Thái: จังหวัด, RTGS: changwat, phát âm [t͡ɕāŋ.wàt̚], phiên âm: Chang-vát) và một đặc khu hành chính bổ sung (thủ đô Bangkok). Chúng là các đơn vị chính quyền địa phương cấp 1 và hoạt động với tư cách pháp nhân. Chúng được chia thành amphoe (huyện) và lại được chia thành tambon (xã), cấp chính quyền địa phương thấp hơn.
Tất cả các tỉnh đều là một phần của chính quyền trung ương được phân cấp một phần, hoặc chính quyền khu vực (ราชการส่วนภูมิภาค ratchakan suan phumiphak). Phần lớn các dịch vụ công, bao gồm cảnh sát, nhà tù, giao thông, quan hệ công chúng và các dịch vụ khác vẫn do tỉnh thay mặt chính quyền trung ương giám sát và quản lý. Năm 1938–1996, Chính phủ Hoàng gia Thái Lan đề xuất mỗi tỉnh nên có một hội đồng được bầu từ những người cư trú trong tỉnh đó. Hội đồng hoạt động như một cơ quan cố vấn và kiểm toán cho Thống đốc (ผู้ว่าราชการจังหวัด phu wa ratchakan changwat), người được chính quyền trung ương bổ nhiệm. Năm 1997, mỗi tỉnh có tổ chức hành chính cấp tỉnh (PAO) riêng (องค์การบริหารส่วนจังหวัด ongkan borihan suan changwat), do Tỉnh trưởng chủ trì. quản lý một số dịch vụ công liên quan đến tỉnh. Người ta dự kiến rằng Tỉnh trưởng sẽ trở thành thống đốc được bầu (thay vì một người được trung ương bổ nhiệm), nhưng việc chuyển giao toàn bộ vẫn chưa xảy ra. PAO cũng như các đô thị khác là một phần của chính quyền tự quản địa phương (ราชการส่วนท้องถิ่น ratchakan suan thongthin).
Bangkok, khu vực hành chính đặc biệt duy nhất, kết hợp nhiệm vụ của các tỉnh với nhiệm vụ của một khu tự quản, bao gồm cả việc có một thị trưởng được bầu.

## Danh sách các tỉnh
| Huy hiệu | Tên                          | Tên (tiếng Thái) | Dân số (tháng 12/2022) | Diện tích (km2) | Mật độ dân số | Tỉnh lị                 | HS  | ISO   | FIPS |
| -------- | ---------------------------- | ---------------- | ---------------------- | --------------- | ------------- | ----------------------- | --- | ----- | ---- |
|          | Bangkok (Đặc khu hành chính) | กรุงเทพมหานคร     | 5,702,000              | 1,564           | 3,623         | Bangkok                 | BKK | TH-10 | TH40 |
|          | Amnat Charoen                | อำนาจเจริญ        | 402,000                | 3,290           | 115           | Amnat Charoen           | ACR | TH-37 | TH77 |
|          | Ang Thong                    | อ่างทอง           | 301,000                | 950             | 294           | Ang Thong               | ATG | TH-15 | TH35 |
|          | Bueng Kan                    | บึงกาฬ            | 450,000                | 4,003           | 106           | Bueng Kan               | BKN | TH-38 | TH81 |
|          | Buriram                      | บุรีรัมย์            | 1,623,000              | 10,080          | 159           | Buriram                 | BRM | TH-31 | TH28 |
|          | Chachoengsao                 | ฉะเชิงเทรา        | 754,000                | 5,169           | 139           | Chachoengsao            | CCO | TH-24 | TH44 |
|          | Chai Nat                     | ชัยนาท            | 331,000                | 2,506           | 131           | Chai Nat                | CNT | TH-18 | TH32 |
|          | Chaiyaphum                   | ชัยภูมิ             | 1,156,000              | 12,698          | 91            | Chaiyaphum              | CPM | TH-36 | TH26 |
|          | Chanthaburi                  | จันทบุรี            | 572,000                | 6,415           | 84            | Chanthaburi             | CTI | TH-22 | TH48 |
|          | Chiang Mai                   | เชียงใหม่          | 1,820,000              | 20,107          | 79            | Chiang Mai              | CMI | TH-50 | TH02 |
|          | Chiang Rai                   | เชียงราย          | 1,315,000              | 11,503          | 113           | Chiang Rai              | CRI | TH-57 | TH03 |
|          | Chonburi                     | ชลบุรี             | 1,603,000              | 4,508           | 346           | Chonburi                | CBI | TH-20 | TH46 |
|          | Chumphon                     | ชุมพร             | 524,000                | 5,998           | 85            | Chumphon                | CPN | TH-86 | TH58 |
|          | Kalasin                      | กาฬสินธุ์           | 1,010,000              | 6,936           | 142           | Kalasin                 | KSN | TH-46 | TH23 |
|          | Kamphaeng Phet               | กำแพงเพชร        | 748,000                | 8,512           | 86            | Kamphaeng Phet          | KPT | TH-62 | TH11 |
|          | Kanchanaburi                 | กาญจนบุรี          | 914,000                | 19,385          | 46            | Kanchanaburi            | KRI | TH-71 | TH50 |
|          | Khon Kaen                    | ขอนแก่น           | 1,826,000              | 10,659          | 169           | Khon Kaen               | KKN | TH-40 | TH22 |
|          | Krabi                        | กระบี่             | 500,000                | 5,323           | 90            | Krabi                   | KBI | TH-81 | TH63 |
|          | Lampang                      | ลำปาง            | 762,000                | 12,488          | 59            | Lampang                 | LPG | TH-52 | TH06 |
|          | Lamphun                      | ลำพูน             | 421,000                | 4,478           | 92            | Lamphun                 | LPN | TH-51 | TH05 |
|          | Loei                         | เลย              | 656,000                | 10,500          | 61            | Loei                    | LEI | TH-42 | TH18 |
|          | Lopburi                      | ลพบุรี             | 779,000                | 6,493           | 116           | Lopburi                 | LRI | TH-16 | TH34 |
|          | Mae Hong Son                 | แม่ฮ่องสอน         | 174,000                | 12,765          | 23            | Mae Hong Son            | MSN | TH-58 | TH01 |
|          | Maha Sarakham                | มหาสารคาม        | 1,000,000              | 5,607           | 172           | Maha Sarakham           | MKM | TH-44 | TH24 |
|          | Mukdahan                     | มุกดาหาร          | 338,000                | 4,126           | 87            | Mukdahan                | MDH | TH-49 | TH78 |
|          | Nakhon Nayok                 | นครนายก          | 224,000                | 2,141           | 122           | Nakhon Nayok            | NYK | TH-26 | TH43 |
|          | Nakhon Pathom                | นครปฐม           | 955,000                | 2,142           | 430           | Mueang Nakhon Pathom    | NPT | TH-73 | TH53 |
|          | Nakhon Phanom                | นครพนม           | 698,000                | 5,637           | 127           | Nakhon Phanom           | NPM | TH-48 | TH73 |
|          | Nakhon Ratchasima            | นครราชสีมา        | 2,703,000              | 20,736          | 128           | Nakhon Ratchasima       | NMA | TH-30 | TH27 |
|          | Nakhon Sawan                 | นครสวรรค์         | 997,000                | 9,526           | 111           | Nakhon Sawan            | NSN | TH-60 | TH16 |
|          | Nakhon Si Thammarat          | นครศรีธรรมราช     | 1,602,000              | 9,885           | 158           | Nakhon Si Thammarat     | NRT | TH-80 | TH64 |
|          | Nan                          | น่าน              | 492,000                | 12,130          | 40            | Nan                     | NAN | TH-55 | TH04 |
|          | Narathiwat                   | นราธิวาส          | 847,000                | 4,491           | 180           | Narathiwat              | NWT | TH-96 | TH31 |
|          | Nong Bua Lamphu              | หนองบัวลำภู        | 481,000                | 4,099           | 125           | Nong Bua Lam Phu        | NBP | TH-39 | TH79 |
|          | Nong Khai                    | หนองคาย          | 536,000                | 3,275           | 160           | Nong Khai               | NKI | TH-43 | TH17 |
|          | Nonthaburi                   | นนทบุรี            | 1,335,000              | 637             | 1,986         | Nonthaburi              | NBI | TH-12 | TH38 |
|          | Pathum Thani                 | ปทุมธานี           | 1,142,000              | 1,520           | 766           | Pathum Thani            | PTE | TH-13 | TH39 |
|          | Pattani                      | ปัตตานี            | 756,000                | 1,977           | 367           | Pattani                 | PTN | TH-94 | TH69 |
|          | Phang Nga                    | พังงา             | 243,000                | 5,495           | 49            | Phang Nga               | PNA | TH-82 | TH61 |
|          | Phatthalung                  | พัทลุง             | 567,000                | 3,861           | 135           | Phatthalung             | PLG | TH-93 | TH66 |
|          | Phayao                       | พะเยา            | 489,000                | 6,189           | 76            | Phayao                  | PYO | TH-56 | TH41 |
|          | Phetchabun                   | เพชรบูรณ์          | 1,034,000              | 12,340          | 80            | Phetchabun              | PNB | TH-67 | TH14 |
|          | Phetchaburi                  | เพชรบุรี           | 469,000                | 6,172           | 77            | Phetchaburi             | PBI | TH-76 | TH56 |
|          | Phichit                      | พิจิตร             | 578,000                | 4,319           | 124           | Phichit                 | PCT | TH-66 | TH13 |
|          | Phitsanulok                  | พิษณุโลก           | 900,000                | 10,589          | 82            | Phitsanulok             | PLK | TH-65 | TH12 |
|          | Phra Nakhon Si Ayutthaya     | พระนครศรีอยุธยา    | 812,000                | 2,548           | 322           | Ayotthaya               | AYA | TH-14 | TH36 |
|          | Phrae                        | แพร่              | 426,000                | 6,483           | 68            | Phrae                   | PRE | TH-54 | TH07 |
|          | Phuket                       | ภูเก็ต             | 387,000                | 547             | 762           | Phuket                  | PKT | TH-83 | TH62 |
|          | Prachinburi                  | ปราจีนบุรี          | 506,000                | 5,026           | 99            | Prachinburi             | PRI | TH-25 | TH74 |
|          | Prachuap Khiri Khan          | ประจวบคีรีขันธ์      | 530,000                | 6,414           | 88            | Prachuap Khiri Khan     | PKN | TH-77 | TH57 |
|          | Ranong                       | ระนอง            | 204,000                | 3,230           | 60            | Ranong                  | RNG | TH-85 | TH59 |
|          | Ratchaburi                   | ราชบุรี            | 895,000                | 5,189           | 168           | Ratchaburi              | RBR | TH-70 | TH52 |
|          | Rayong                       | ระยอง            | 727,000                | 3,666           | 201           | Rayong                  | RYG | TH-21 | TH47 |
|          | Roi Et                       | ร้อยเอ็ด           | 1,295,000              | 7,873           | 166           | Roi Et                  | RET | TH-45 | TH25 |
|          | Sa Kaeo                      | สระแก้ว           | 608,000                | 6,831           | 83            | Sa Kaeo                 | SKW | TH-27 | TH80 |
|          | Sakon Nakhon                 | สกลนคร           | 1,200,000              | 9,580           | 121           | Sakon Nakhon            | SNK | TH-47 | TH20 |
|          | Samut Prakan                 | สมุทรปราการ       | 1,324,000              | 947             | 1,420         | Mueang Samut Prakan     | SPK | TH-11 | TH42 |
|          | Samut Sakhon                 | สมุทรสาคร         | 567,000                | 866             | 675           | Mueang Samut Sakhon     | SKN | TH-74 | TH55 |
|          | Samut Songkhram              | สมุทรสงคราม       | 209,000                | 414             | 467           | Samut Songkhram         | SKM | TH-75 | TH54 |
|          | Saraburi                     | สระบุรี            | 708,000                | 3,499           | 185           | Saraburi                | SRI | TH-19 | TH37 |
|          | Satun                        | สตูล              | 311,000                | 3,019           | 107           | Satun                   | STN | TH-91 | TH67 |
|          | Singburi                     | สิงห์บุรี            | 198,000                | 817             | 255           | Sing Buri               | SBR | TH-17 | TH33 |
|          | Sisaket                      | ศรีสะเกษ          | 1,484,000              | 8,936           | 165           | Sisaket                 | SSK | TH-33 | TH30 |
|          | Songkhla                     | สงขลา            | 1,444,000              | 7,741           | 186           | Songkhla                | SKA | TH-90 | TH68 |
|          | Sukhothai                    | สุโขทัย            | 615,000                | 6,671           | 89            | Sukhothai Thani         | STI | TH-64 | TH09 |
|          | Suphanburi                   | สุพรรณบุรี          | 891,000                | 5,410           | 156           | Suphan Buri             | SPB | TH-72 | TH51 |
|          | Surat Thani                  | สุราษฎร์ธานี        | 1,101,000              | 13,079          | 81            | Surat Thani             | SNI | TH-84 | TH60 |
|          | Surin                        | สุรินทร์            | 1,442,000              | 8,854           | 157           | Surin                   | SRN | TH-32 | TH29 |
|          | Tak                          | ตาก              | 704,000                | 17,303          | 39            | Tak                     | TAK | TH-63 | TH08 |
|          | Trang                        | ตรัง              | 636,000                | 4,726           | 136           | Trang                   | TRG | TH-92 | TH65 |
|          | Trat                         | ตราด             | 218,000                | 2,866           | 78            | Trat                    | TRT | TH-23 | TH49 |
|          | Ubon Ratchathani             | อุบลราชธานี        | 1,903,000              | 15,626          | 120           | Mueang Ubon Ratchathani | UBN | TH-34 | TH75 |
|          | Udon Thani                   | อุดรธานี           | 1,608,000              | 11,072          | 143           | Udon Thani              | UDN | TH-41 | TH76 |
|          | Uthai Thani                  | อุทัยธานี           | 342,000                | 6,647           | 50            | Uthai Thani             | UTI | TH-61 | TH15 |
|          | Uttaradit                    | อุตรดิตถ์           | 470,000                | 7,906           | 58            | Uttaradit               | UTD | TH-53 | TH10 |
|          | Yala                         | ยะลา             | 523,000                | 4,476           | 119           | Yala                    | YLA | TH-95 | TH70 |
|          | Yasothon                     | ยโสธร            | 575,000                | 4,131           | 130           | Yasothon                | YST | TH-35 | TH72 |

- Tổng dân số Thái Lan là 67.592.000 người tính đến tháng 12 năm 2022.
- Tổng diện tích đất liền của Thái Lan là 517.646 km2 vào năm 2013.
- HS –  Hệ thống mã hóa và mô tả hàng hóa hài hòa.
- Mã FIPS được thay thế vào ngày 31 tháng 12 năm 2014 bằng ISO 3166.